# Kamienica Puchalskiego w Białymstoku
Kamienica Puchalskiego – kamienica w Białymstoku.
Została wybudowana w latach 1910–1913. Mieszkał w niej Józef Karol Puchalski, tymczasowy prezydent miasta w 1919. W międzywojniu w budynku działała restauracja Chinka. W 1939 kamienica została zajęta przez sowieckiego okupanta.
Do 2000 roku w kamienicy mieściły się gabinety lekarskie. Współcześnie funkcjonują w niej lokal gastronomiczny i drukarnia.